# Santiago Vidal i Marsal
Santiago Vidal i Marsal (Sant Sadurní d'Anoia, 15 de juliol de 1954) és un jutge català, magistrat de l'Audiència Provincial de Barcelona i membre de Jutges per a la Democràcia. Ha estat senador a la XI (2015-2016) i XII Legislatura Espanyola (2016-2017) en el grup parlamentari d'Esquerra Republicana i membre de la diputació permanent.

## Biografia
Fill de Constantino Vidal i Anna Maria Marsal, el seu pare fou militar i metge a Vilafranca del Penedès i va arribar a ser alcalde de Sant Sadurní d'Anoia entre 1968 i 1971. De jove va formar part del primer equip del Club Esportiu Noia amb qui va arribar a ser campió d'Espanya.
Llicenciat en dret per la Universitat Autònoma de Barcelona, va exercir d'advocat laboralista durant 11 anys fins que el 1989 va aconseguir plaça de jutge. Va exercir al jutjat de primera instància d'Arenys de Mar (1990-1991), on es va especialitzar en dret penal, i a Sabadell (1992-1997) abans de ser nomenat titular del jutjat penal núm. 3 de Barcelona. També és professor de dret penal i criminologia a la Universitat Autònoma de Barcelona i ha escrit publicacions sobre dret penal, violència domèstica i la llengua catalana en la justícia.
Ha esdevingut un personatge mediàtic amb motiu de les seves sentències i declaracions públiques i col·labora habitualment en diversos mitjans de comunicació. Des de la seva posició s'ha destacat per dictar sentències de caràcter progressista en contra de la discriminació racial i de gènere i per la protecció dels menors. S'ha pronunciat en diverses ocasions contra l'abús que, al seu entendre, es fa de la figura de l'indult governamental a Espanya i en contra de la corrupció. Ha advocat en diverses ocasions per la modernització del sistema judicial espanyol i en contra de les taxes judicials. Ha criticat la llei immobiliària espanyola i ha advocat a favor de la dació en pagament. És pròxim a l'ONG SOS Racisme Catalunya, amb qui li ha estat prohibit col·laborar formalment.
En els darrers anys se l'ha relacionat amb la defensa de l'ús del català a la judicatura i a favor de l'independentisme català. Va afirmar liderar un grup de treball que redacta un esborrany per a una futura Constitució de Catalunya, motiu pel qual el Consell General del Poder Judicial el va citar a declarar. El 26 de febrer del 2015 el mateix Consell General del Poder Judicial va suspendre per tres anys el jutge Santiago Vidal. El màxim òrgan de govern dels jutges va castigar el magistrat per redactar un esborrany de Constitució Catalana però no el va expulsar de la judicatura.
A les eleccions locals de Barcelona de 2015 va tancar la llista d'Esquerra Republicana de Catalunya. De cara a les eleccions generals espanyoles de 2015 fou el cap de llista de la coalició entre Esquerra Republicana de Catalunya i Catalunya Sí al Senat d'Espanya i escollit senador (el més votat). El juny de 2016 en les noves eleccions, fou elegit altre cop. Va dimitir el 27 de gener de 2017 a causa d'unes declaracions polèmiques. Va ser baixa en el Senat el 31 de gener de 2017, on fou substituït per Robert Masih Nahar.

## Obres
- L'idioma català en la Justícia (1997)
- Cooficialitat lingüística en el món de la justícia[18] (2001)
- In-Justícia.  [Barcelona]: Angle, 2002. ISBN 8488811802.
- Los tribunales de justícia durante el franquismo (2006)
- Tortura i maltractes policials: funció i control dels tribunals (2007)
- Els set pecats capitals de la justícia.  Barcelona: Ara Llibres, 2014. ISBN 9788415642695..[19]